# Jefferson de Oliveira Galvão
Jefferson de Oliveira Galvão, més conegut com a Jefferson (São Vicente, 2 de gener de 1983) és un exfutbolista brasiler que jugava com a porter. Va acabar la seva carrera defensant els colors del Botafogo.
El 7 de maig de 2014 el seleccionador brasiler Luiz Felipe Scolari el va incloure a la llista final de 23 jugadors que representaran el Brasil a la Copa del Món de Futbol de 2014.